# Ardning
Ardning è un comune austriaco di 1 191 abitanti nel distretto di Liezen, in Stiria.